# لوته در باهاوس
لوته در باهاوس (آلمانی: Lotte am Bauhaus) یک تله‌فیلم آلمانی به کارگردانی گرگور اشنیتسلر است که در سال ۲۰۱۸ میلادی ساخته و در سال ۲۰۱۹ میلادی منتشر شد. وقایع فیلم در دههٔ ۱۹۲۰ میلادی در وایمار و دسائو می‌گذرد و دربارهٔ دختر جوانی به‌نام لوته است که در مدرسهٔ هنر باهاوس تحصیل می‌کند. گرچه این شخصیت خیالی است، اما با الهام از شخصیتِ آلما زیدهوف-بوشر خلق شده‌است.
این فیلم از شبکهٔ من و تو با نامِ «مدرسهٔ باهاوس» پخش شد.

## بازیگران
- آلیسیا فون ریتبرگ در نقش «لوته برندل»
- نوآ زاویدرا در نقش «پائول زلینگمان»
- یورگ هارتمان در نقش «والتر گروپیوس»
- نینا گومیش در نقش «فریدل دیکل»
- ماری هاکه در نقش «آنی فلایشمان»
- اولریش برندهوف در نقش «یوزف آلبرس»
- یولیا رایدلر در نقش «دورته هلم»
- کریستف لتکوفسکی در نقش «یوهانس ایتن»
- تورستن رانفت در نقش «گوستاف برندل»
- کلاودیا گایزلر-بادینگ در نقش «آلما برندل»
- لینا هوپه در نقش «ایرما برندل»
- سیمون کاسر در نقش «آقای اولکرس»
- یولیا-ماریا کولر در نقش «هلن لودویگ»
- تام میکولا در نقش «آقای لودویگ»
- وُلف-دیتریش راملر در نقش «فیشتنر»
- برایان فولکنر در نقش «گروس»
- رولاند فلورشتت در نقش «والتر کمپر»